# Ордонанс
Ордонанс (од фр. ordonnance) или посилни је војник, подофицир или нижи официр, коме је задатак да преноси заповести и наређења (слично куриру у цивилним службама). Ордонанс-официр је назив за официра додељеног вишем команданту ради преношења важнијих наређења и помоћи у пословима које командант треба лично да обавља (слично секретару цивилних функционера).

## Историја
У Наполеоновом штабу постојао је 1813. одсек ордонанс-официра (11 капетана и 1 пуковник) за специјалне извиђачке задатке и инспекције. Касније су у Француској генерали на положају команданта дивизије и бригаде имали по 1 таквог официра, а на вишим положајима по 2, обично нижа - капетана или поручника штабне службе (фр. état-major), за посебне послове поверљивог карактера, кореспонденцију, преношење наређења, припремање елабората и сл. Звање ордонанс-официра уведено је у 19. веку, по угледу на Француску, и у другим земљама. У Пруској (касније Немачкој) и у Аустро-Угарској додељују се генералима само у рату.
У Југословенској војсци, према уредби о формацији војске у мирно доба из 1935, постојали су ордонанс-официри у командама дивизија и вишим штабовима. У ЈНА звање је укинуто.

## У књижевности
Веома духовит и сатиричан приказ службе посилног у Првом светском рату описан је у роману "Доживљаји доброг војника Швејка у светском рату" од Јарослава Хашека.